# Tu-bồ-đề

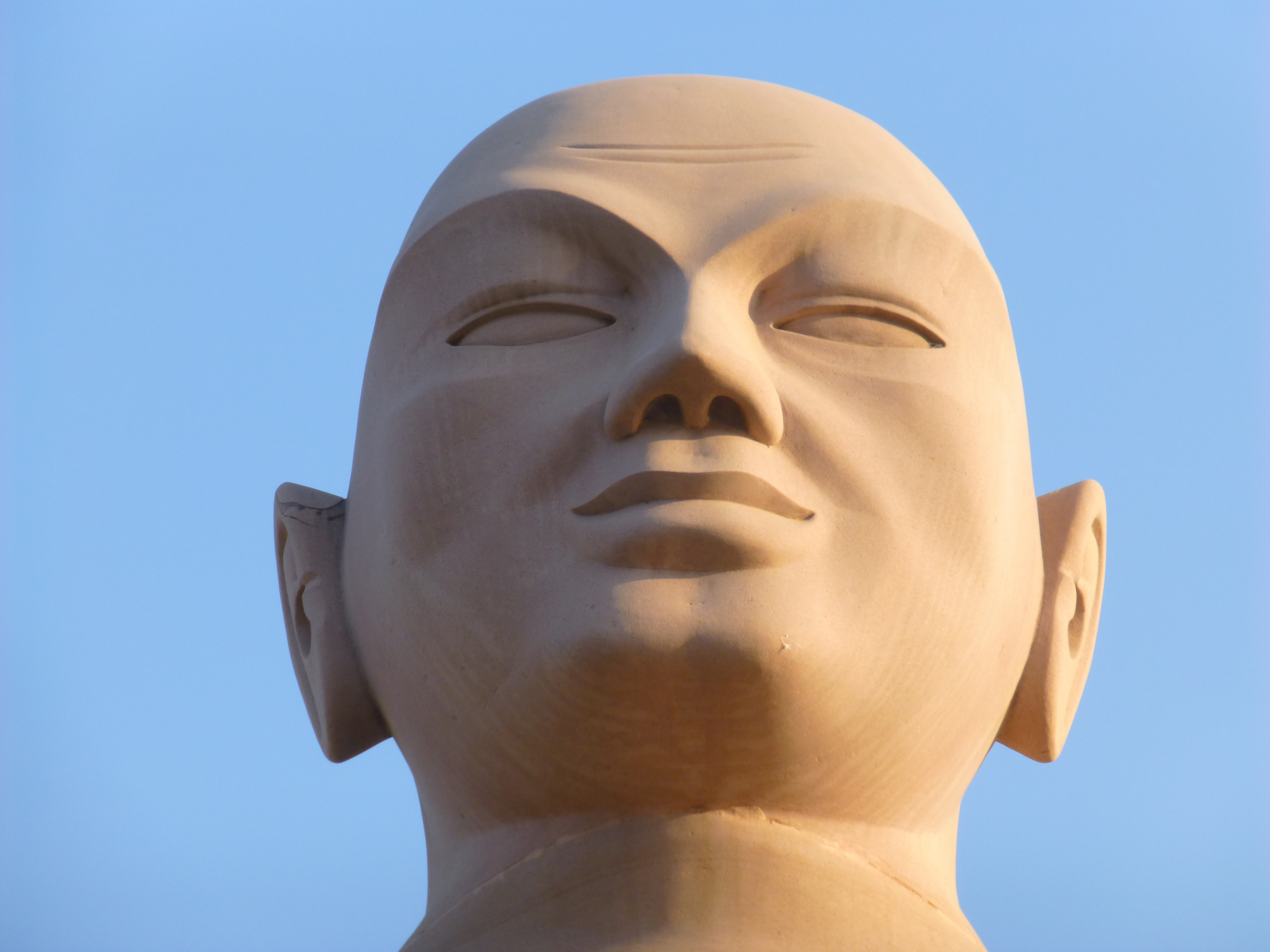
Khuôn mặt Tu Bồ Đề ở Bodh Gaya

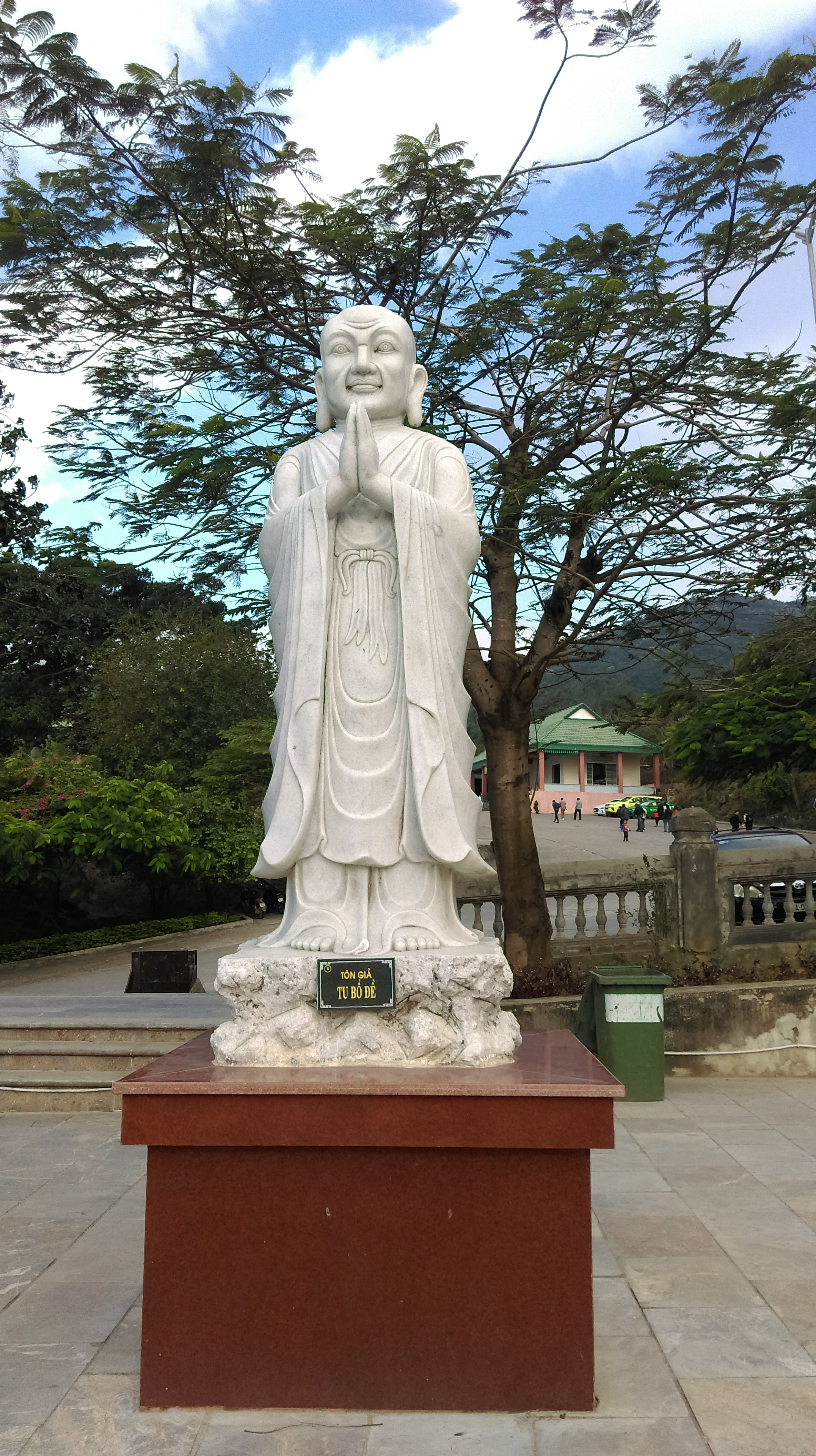
Tượng Tu Bồ Đề tại chùa Linh Ứng Sơn Trà, Đà Nẵng

Tu-bồ-đề (tiếng Trung: 須菩提/Tu Bồ Đề, tiếng Phạn: Subhūti, tiếng Phạn: subhūti, tiếng Tạng tiêu chuẩn: རབ་འབྱོར་) là một trong Thập đại đệ tử của Đức Phật Thích Ca Mâu Ni. Tôn giả Tu-bồ-đề thường xuất hiện trong kinh điển Đại Thừa hệ Bát-nhã-ba-la-mật-đa (Prajñāpāramitā). Trong số những đại đệ tử của Đức Phật thì Tôn giả Tu Bồ Đề được tôn xưng là đệ nhất giải "Không" (đại diện cho tính Không), có nghĩa là trong hàng Thanh văn tôn giả là người thấu hiểu lý Không (Śūnyatā) của Bát Nhã. Tôn giả Tu Bồ Đề đóng một vai trò lớn hơn nhiều trong Phật giáo Đại thừa so với Phật giáo Nguyên thủy.

## Hành trạng
Trong kinh điển Bắc Tông có chép về truyền thuyết sự tích của Tu Bồ Đề, theo đó, ông sinh ra trong gia đình có hoàn cảnh khó khăn, tài sản vơi cạn nhưng gia đình ông vẫn tin rằng việc ông chào đời là một điềm lành, ngày sau đứa bé sẽ trở thành một nhân vật phi phàm. Mẹ ông đặt tên cho đứa bé là Tu Bồ Đề, có nghĩa là không sanh hay Thiện Cát, tốt lành, hay Thiện Hiện, hiện điềm tốt. Khi tuổi còn nhỏ Tu Bồ Đề không mấy thiết tha với tài lợi, cha mẹ cho vật gì thì Tu Bồ Đề đem bố thí hết cho người nghèo khổ thiếu thốn, ông cũng có mong muốn được đi tu cho nên sau này khi gặp Đức Phật Tu Bồ Đề liền xin xuất gia theo tăng đoàn. Từ hồi còn nhỏ ở với cha mẹ Tu Bồ Đề thường đem của cải ban bố cho người. Sau khi theo Phật mỗi sáng đi khất thực, dù xa đến đâu ông cũng đến khất thực những gia đình giàu có.